# French Creek (New York)
French Creek è un comune degli Stati Uniti d'America, situato nello Stato di New York, nella contea di Chautauqua.